# Baños (distrito)
O Distrito peruano de Baños é um dos sete distritos que formam a Província de Lauricocha, situada no Departamento de Huánuco, pertencente a Região Huánuco, na zona central do Peru.

## Transporte
O distrito de Baños é servido pela seguinte rodovia:
- HU-109, que liga a cidade de La Unión ao distrito de Queropalca [1][2][3]